# Lexus GS
La Lexus GS è un'autovettura di classe medio-alta prodotta dalla casa automobilistica giapponese Lexus dal 1991 in quattro generazioni.
Dal 2011, in Italia è proposta in versione ibrida (motore benzina + motore elettrico) di 2494 cm³ da 223 CV sulla 300h e di 3456 cm³ con 345 CV sulla 450h.
Dal 2017 è nuovamente disponibile la versione F, equipaggiata con un motore a benzina da 4969 cm³ di 477 CV.

## Prima serie (S140; 1991-1997)
Giugiaro ha incominciato i primi disegni della GS nel 1988. La ditta di design ha voluto produrre una berlina deluxe senza gli eccessi che si trovano sulle berline premium giapponesi esistenti, a favore di un aspetto più semplificato in stile europeo.
Le similarità con una concept di Italdesign esordita nel 1990, la Jaguar Kensington, ha portato alcuni osservatori a suggerire che la GS è derivato dal suo disegno, ma l'azienda ha dichiarato che la berlina giapponese è stato sviluppata in precedenza. Ha fatto la sua prima apparizione sotto il nome di Toyota Aristo nell'ottobre del 1991 in Giappone. L'auto ha un coefficiente di resistenza aerodinamica (CD) di 0,31.

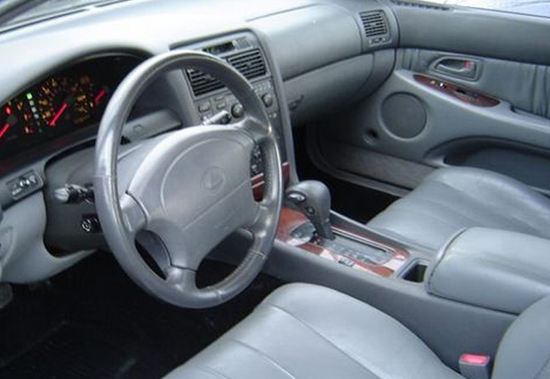
Interni della prima generazione.

Il veicolo è stato realizzato presso l'impianto di assemblaggio Toyota di Tahara, in Giappone. La produzione ha previsto un livello di automazione superiore rispetto ai modelli precedentemente assemblati nello stesso stabilimento; infatti, i robot hanno effettuato 4.200 saldature su ogni scocca, mentre solo otto saldature a punto sono state eseguite manualmente. Era disponibile in soltanto 2 motorizzazioni: Il 3.0Q (JZS147), equipaggiato con il motore 2JZ-GE da 169 kW (227 CV), e il 3.0V (JZS147), dotato di un motore biturbo 2JZ-GTE a 24 valvole da 205 kW (275 CV). Nel 1992, si è aggiunto alla gamma un terzo modello, la 4.0Zi-Four (UZS143) con motore V8. Questo modello si distingue per essere stato l'unico disponibile anche con trazione integrale, abbinato esclusivamente al motore 1UZ-FE da 186 kW (249 CV).
Per quanto riguarda gli interni, la GS era caratterizzata da un rivestimento in legno di noce sulla consolle centrale, sedili in pelle, un volante inclinabile e la possibilità di installare un sistema audio premium firmato Nakamichi. Gli airbag del conducente e del passeggero anteriore erano di serie.
La prima generazione della GS era progettata per occupare la fascia di prezzo precedentemente riservata alla LS, il cui costo si era aumentato. All'esordio, il prezzo di partenza della GS 300 era di 35.000 dollari statunitensi, mentre quello della LS arrivava fino a 47.000 dollari statunitensi. Tuttavia, le vendite della GS 300 si rivelarono modeste, con un totale di 19.164 unità vendute nel 1993. Le vendite hanno subito un calo negli anni successivi a causa dell'apprezzamento dello yen giapponese rispetto al dollaro, che ha reso il veicolo più costoso rispetto ai concorrenti. Inoltre, le berline sportive con motori V8 più potenti ha intensificato la concorrenza. Nel 1997, il prezzo della GS 300 era salito a 46.000 dollari statunitensi. La produzione della berlina GS di prima generazione si è conclusa nel luglio 1997.

## Seconda serie (S160; 1997-2004)
1997-2000

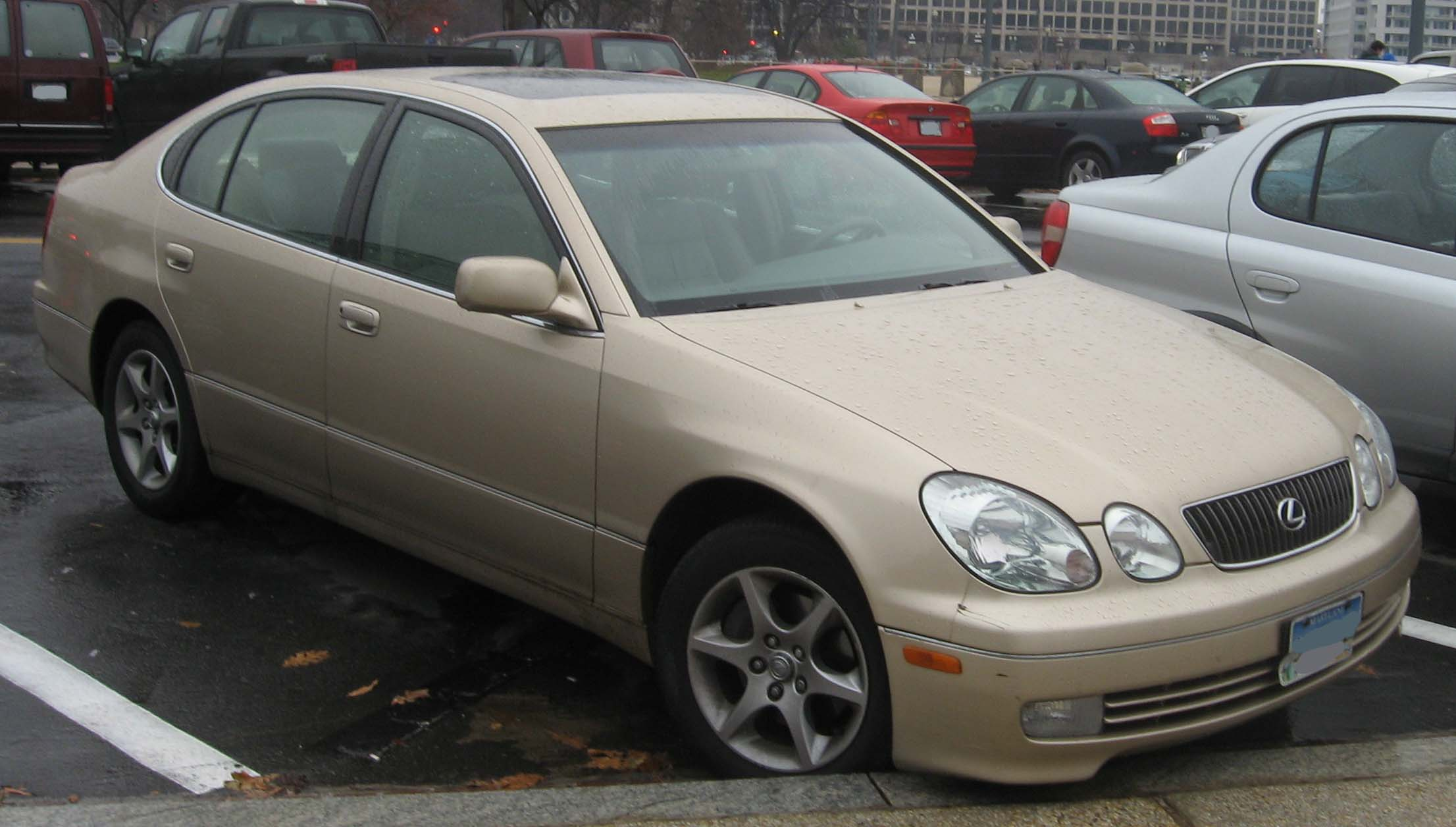
Vista frontale della seconda generazione della GS pre-restyling (97-00).

Nell'agosto del 1997, la seconda generazione della Lexus GS (Toyota Aristo) è stata lanciata in Giappone, codificata come JZS160 (versione S300) per i modelli con motori 2JZ-GE e JZS161 (versione V300) per quelli con motori a doppio turbocompressore 2JZ-GTE. VVT-i era ora standard, con conseguente aumento della coppia massima. La versione a doppio turbocompressore era disponibile con il comando elettronico a quattro ruote, controllo elettronico stabilità VSC e trasmissione automatica con modalità sequenziale manuale. Il presidente Toyota Hiroshi Okuda possedeva un Aristo di questa generazione come sua vettura personale.
Lo stile del nuovo modello è stato disegnato dalla stessa Lexus, e ha dotato questo nuovo modello di quattro fari anteriori in modo simile alla coupé Lexus SC. Aveva un coefficiente di resistenza aerodinamica pari a 0,30. La produzione della seconda generazione della GS ha avuto inizio il 4 agosto 1997 ed è stata ufficialmente lanciata alla fine del 1997. 

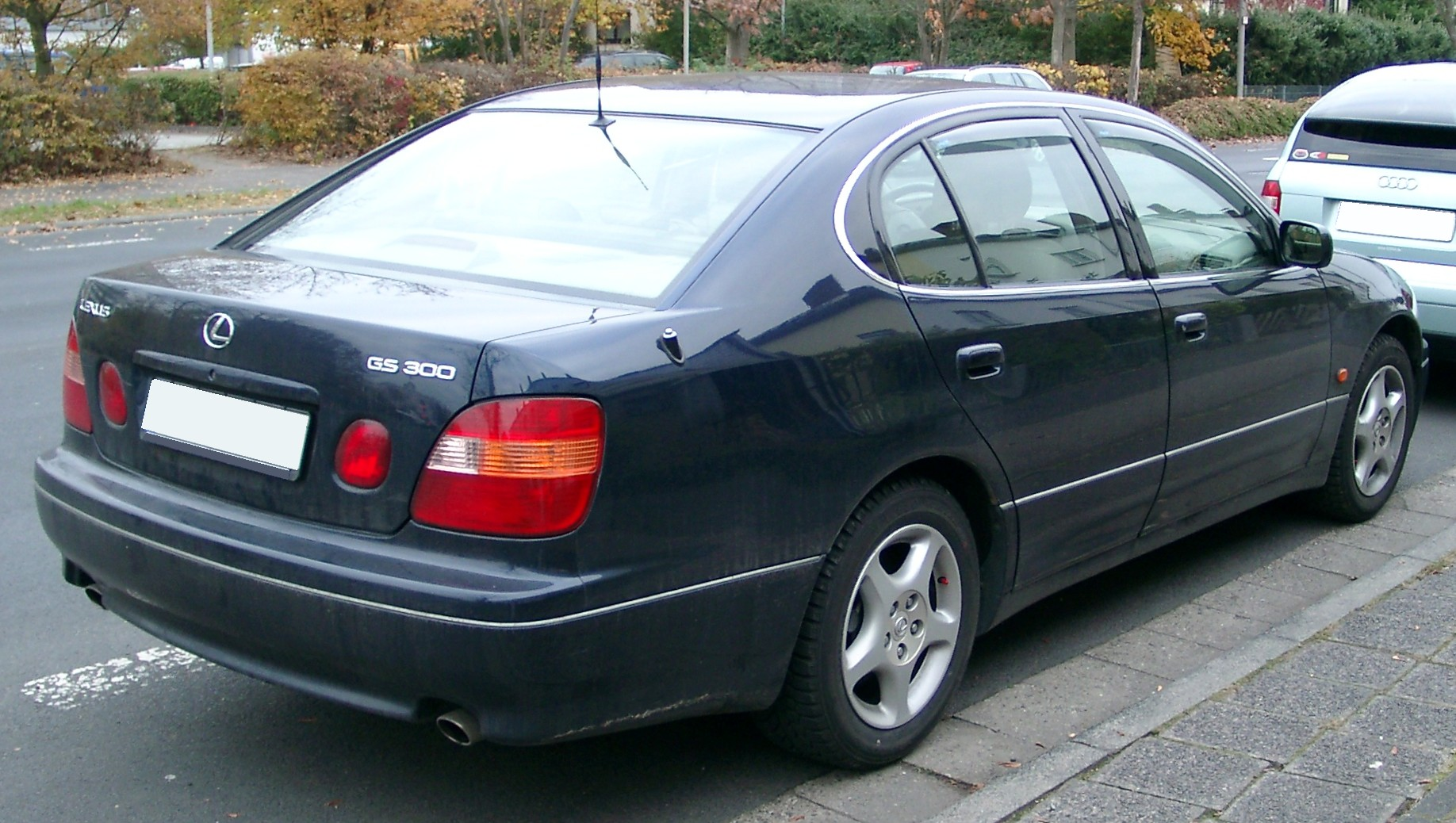
Vista posteriore della seconda generazione della GS pre-restyling (97-00).

Lexus ha offerto la nuova GS 300 con una versione leggermente riveduta del 3.0 litri diretti che ora sviluppa 168 kW (225 CV) e 305 N·m di coppia massima. Rispondendo alle richieste della clientela, volendo maggiore potenza, è stata lanciata per il mercato americano la GS 400 (UZS160) con un nuovo motore 4.0 litri 1UZ-FE V8 da 224 kW (300 CV) e 420 N·m di coppia massima. Entrambi i modelli presentavano una trasmissione automatica a cinque marce con i pulsanti di spostamento del volante per la GS 400. Come per la serie S140, non sono state offerte varianti turbocompresse al di fuori del Giappone. La GS 400 è stata a suo tempo la berlina di serie più veloce al mondo.
Rispetto alla S140, la GS di seconda generazione è stata un successo molto più grande, con le vendite che raggiunsero i 30.622 veicoli nel suo primo anno. Lexus ha prodotto la seconda generazione per 8 anni, fino al 2004 con un solo restyling avvenuto nel 2000.
2000-2004

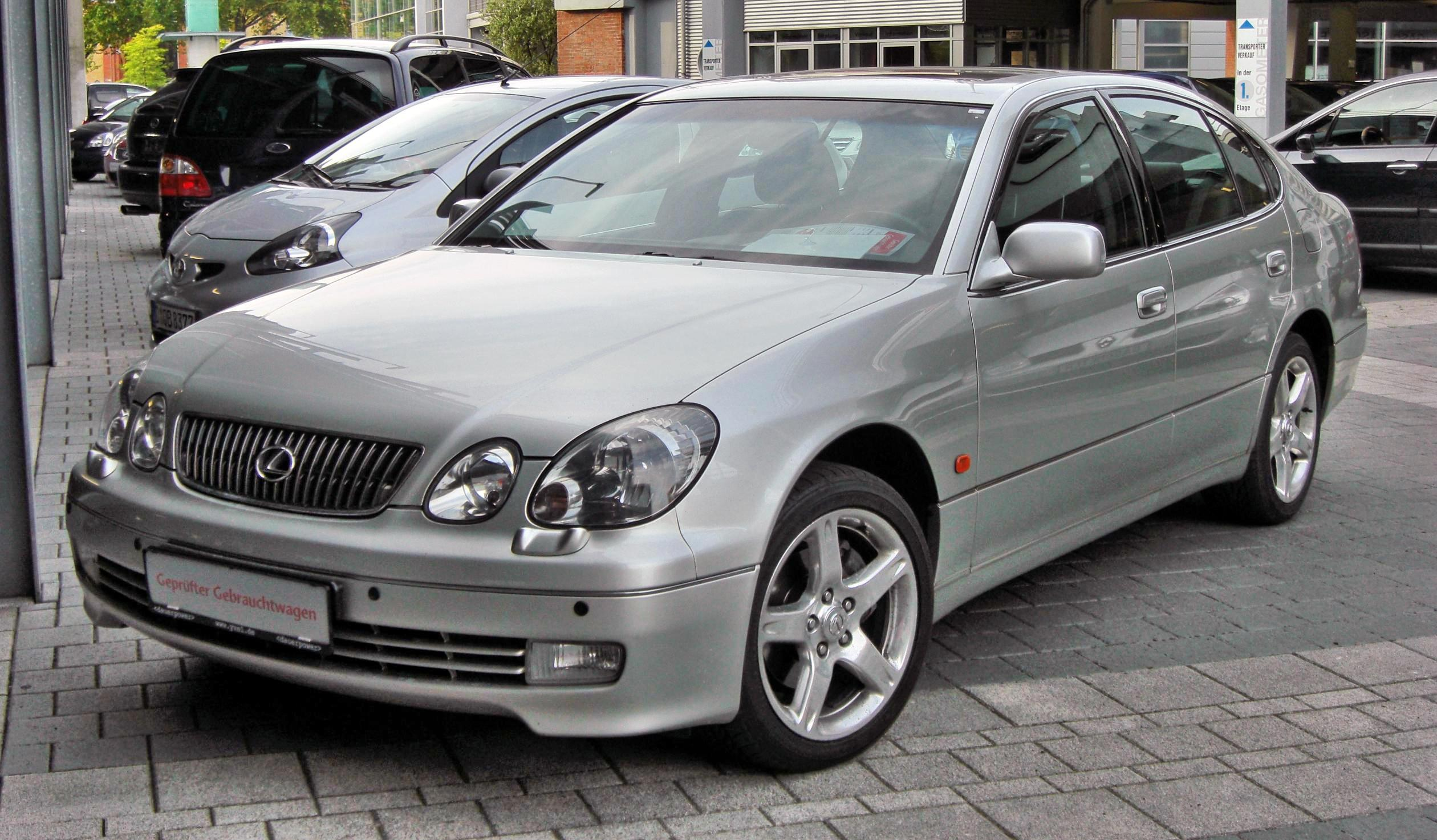
Vista frontale della seconda generazione della GS post-restyling (00-04).

Nel 2000 è stato introdotto un lifting (progettato a metà del 1999) per il Model Year 2001, che è stato l'unico anno con grandi cambiamenti nella GS di seconda generazione. Nuovi fari posteriori, griglia leggermente rivista e fari bruniti sull'anteriore sono gli unici elementi estetici cambiati. I fari Xenon ad alta intensità di scarica erano ora standard sul V8 e facoltativi sul 6L. All'interno sono stati aggiunti altri rivestimenti in legno e anche i pulsanti di spostamento del volante sono stati presentati anche sulla GS 300. Il motore V8 ha inoltre ricevuto un aumento di cilindrata passando da GS 400 a GS 430 (UZS161). La velocità è rimasta la medesima, ma la coppia massima è aumentata a 441 N·m. La GS 430 ha impiegato 5,7 secondi per accelerare da 0 a 100 km/h.

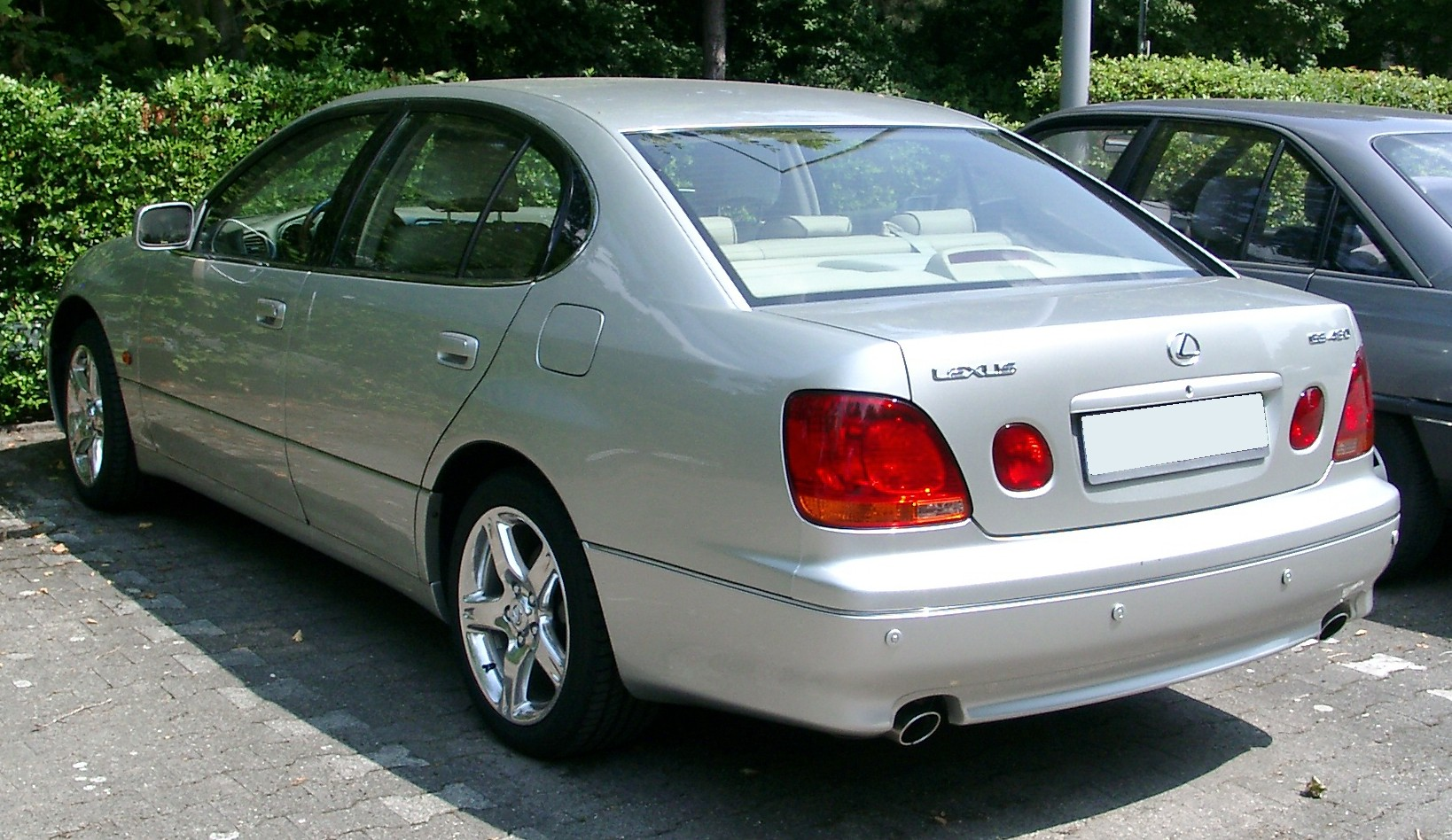
Vista posteriore della seconda generazione della GS post-restyling (00-04).

## Terza serie (S190; 2005-2011)
2005-2007

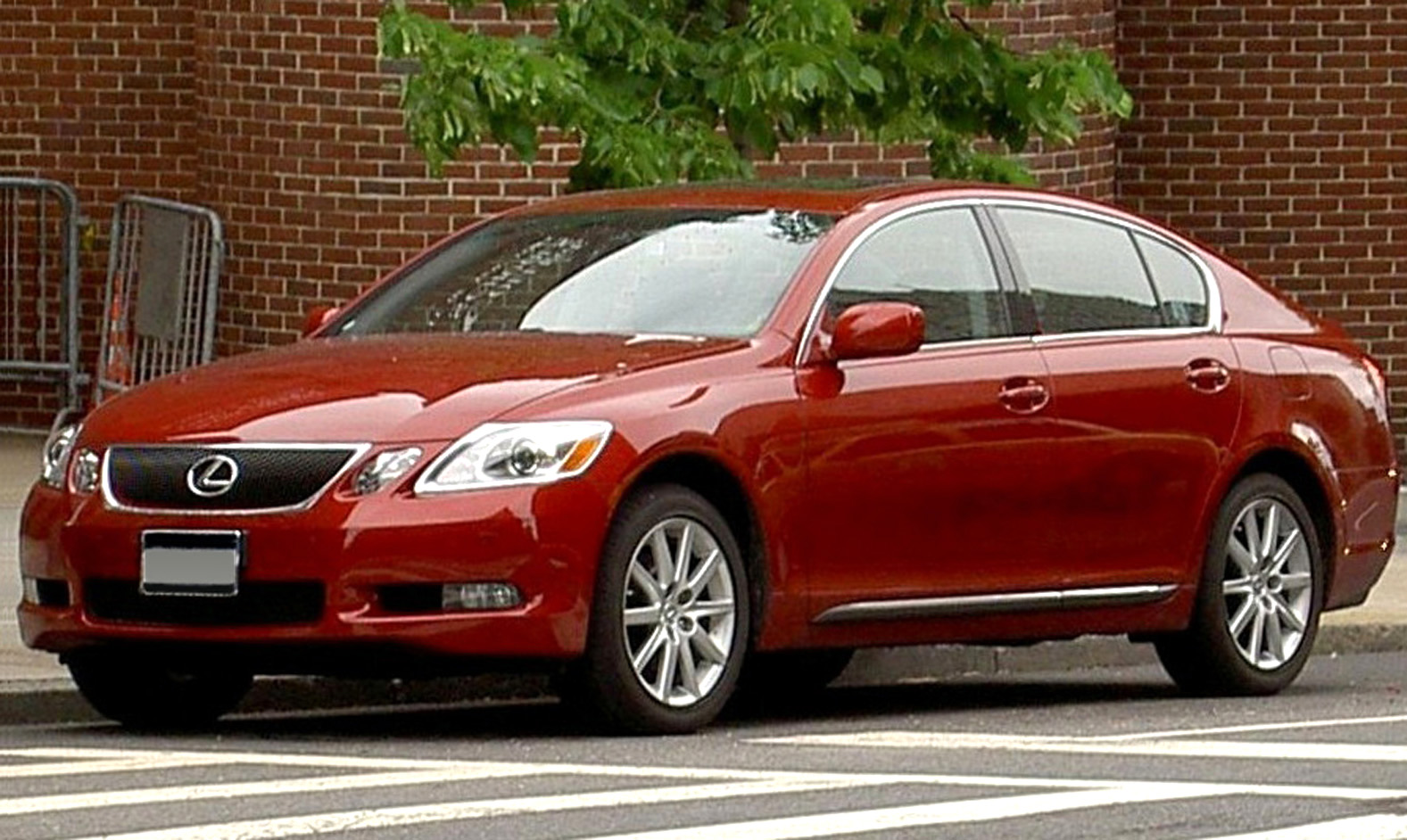
Vista anteriore della terza generazione della GS benzina pre-restyling (05-07).

La produzione della terza generazione è incominciata il 24 gennaio 2005, senza rilasciare un equivalente Toyota Aristo, poiché Toyota ha introdotto il canale Lexus in Giappone e ha cercato di allineare tutti i mercati mondiali utilizzando Lexus come marchio di lusso. La GS di terza generazione è il modello di Lexus introduttivo per la nuova filosofia di design ''L-finesse'' del marchio, che indica la direzione futura della linea di Lexus. La S190 è caratterizzata un profilo fastback. Questa generazione aveva un coefficiente di trascinamento (CD) = 0,27 e usava una piattaforma di medie dimensioni di nuova concezione condivisa in seguito con la IS di seconda generazione.

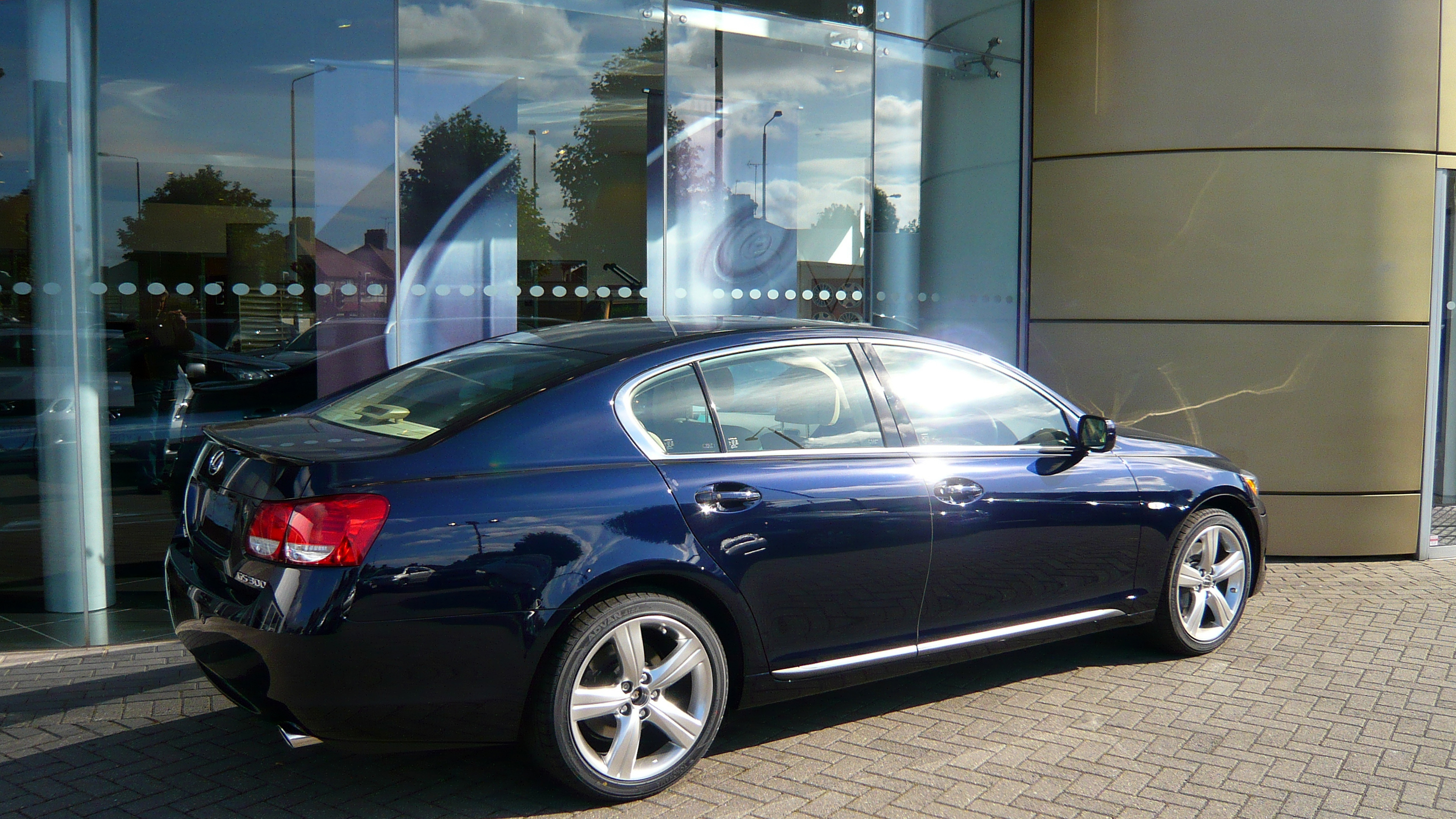
Vista posteriore della terza generazione della GS benzina pre-restyling (05-07).

Nel settembre 2005 la GS 350 (GRS191) e la GS 430 (UZS190) furono in vendita in Giappone; la GS 350 usava un motore da 3,5 litri 2GR-FSE con iniezione diretta D4-S, mentre il GS 430 usava lo stesso motore 3UZ-FE V8 da 4.3 litri utilizzato nel modello precedente. Le vendite negli Stati Uniti hanno avuto inizio nel marzo 2006, con la gamma iniziale che includeva la GS 300 (GRS190), dotata di un motore 3GR-FSE V6 certificato da ULEV 3,0 litri e la GS 430 con il V8 da 4,3 litri. Tutte le GS al momento del lancio hanno presentato un nuovo cambio automatico sequenziale a sei marce. Nella GS 300 è stato messo a disposizione un sistema di azionamento a trazione integrale.
Svelata all'Automobile Internazionale di New York del 2005, l'ibrido GS 450h (GWS191) si è unito alla linea GS nel 2006 per il Model Year 2007. La produzione ibrida di GS ha avuto inizio nel febbraio 2006. È stata la prima vettura ibrida di lusso della storia, caratterizzata da un motore aspirato da 3,5 litri 2GR-FSE V6, accoppiato a un motore elettrico e una trasmissione a variazione continua (CVT). Questo motore ha utilizzato il sistema Lexus Hybrid Drive per l'integrazione del motore elettrico e motore a benzina, dando alla GS 450h una qualità di emissioni superiori a bassa emissione (SULEV) e una potenza totale di 253 kW (339 CV), consentendo alla GS di accelerare da 0-100 km/h in 5,2 secondi, secondo i dati del costruttore.
2007-2011

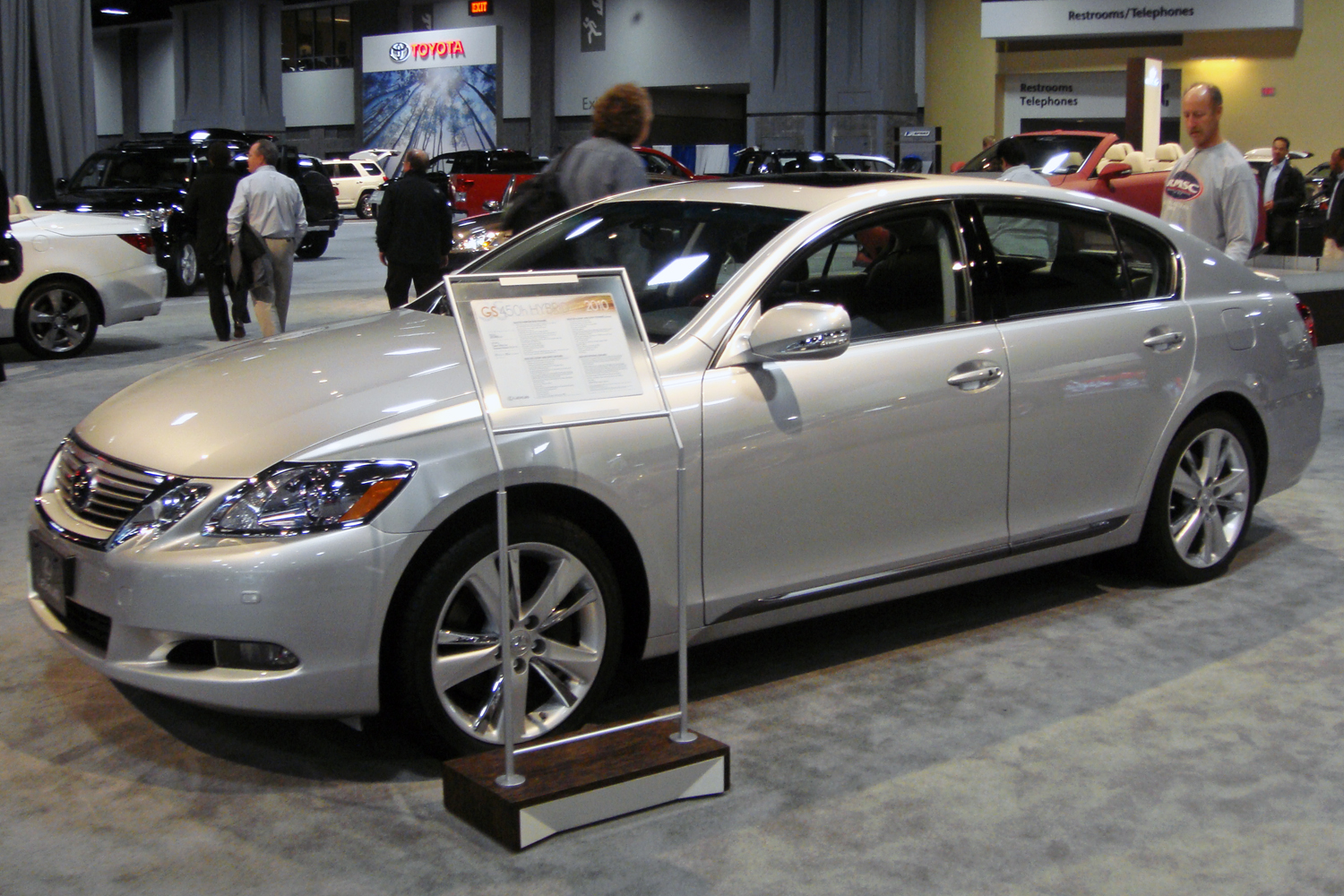
Vista laterale-anteriore di una Lexus GS 450h post-restyling del 2010

La GS 460 (URS191) ha sostituito la GS 430 nel 2007, in concomitanza con il restyling del 2008, e presenta un nuovo motore VUR-1F-FSE di 4,6 litri con una trasmissione automatica a otto rapporti che genera 255 kW (342 CV) e una coppia massima di 460 Nm. Lexus ha dichiarato un tempo di accelerazione da 0 a 100 km/h di 5,4 secondi. La GS 450h rimane il modello più costoso della gamma GS e offre un'accelerazione più rapida rispetto alla GS 460, anche se quest'ultima è più leggera e ha una velocità superiore.

## Quarta serie (L10; 2011-2020)
2011-2015

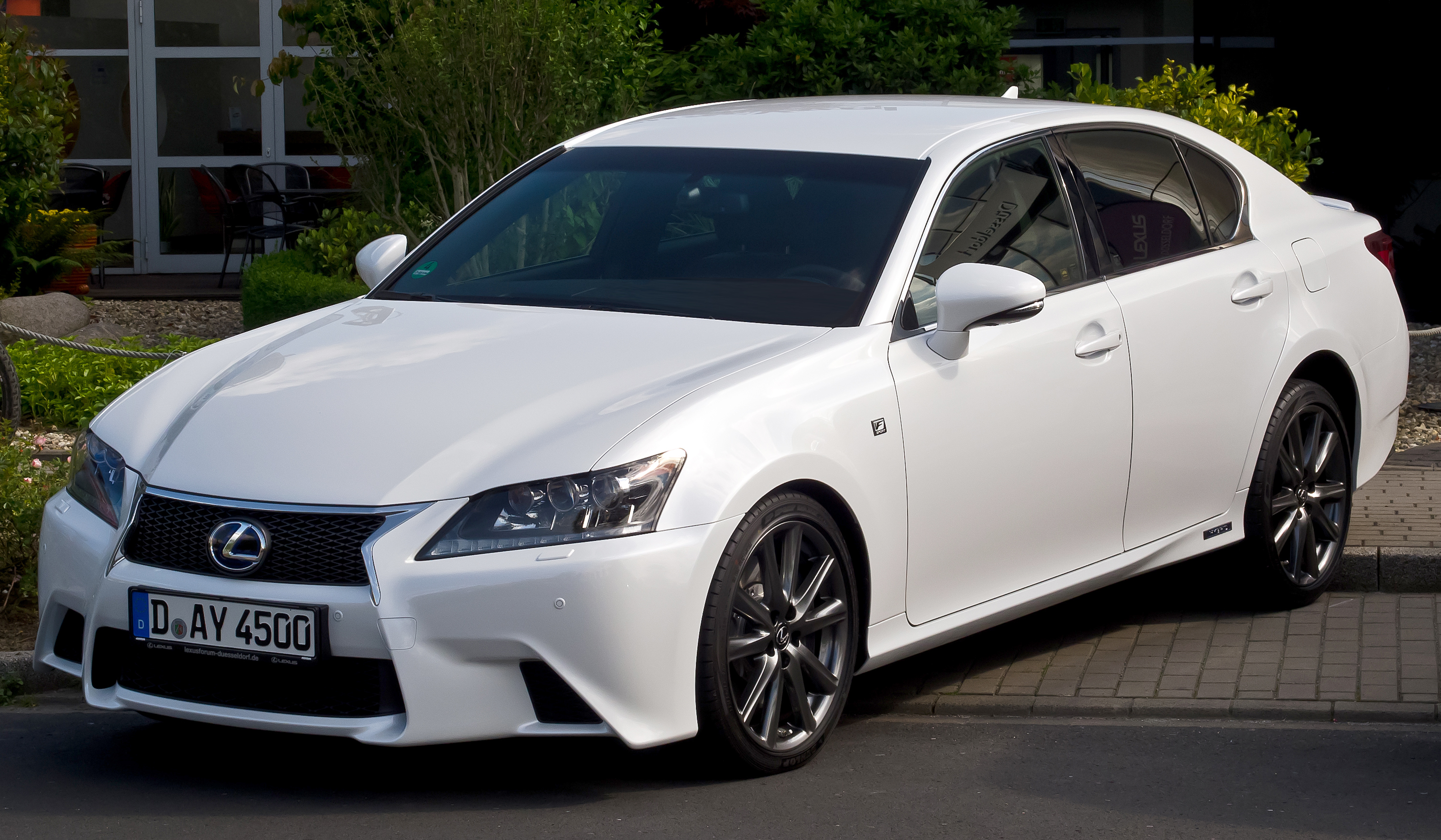
Vista frontale della quarta generazione della GS pre-restyling (11-15).

La GS di quarta generazione ha ricevuto il suo primo riconoscimento al Pebble Concours d'Elegance in California nell'agosto del 2011. Tra le novità del design, distinguono le luci diurne a LED e i fari posteriori anch'essi a LED. La nuova GS è stato il fulcro dell'iniziativa del presidente Toyota Akio Toyoda per ripristinare la passione per il marchio Lexus e meglio competere con i produttori di automobili di lusso tedesche che stavano guadagnando quote di mercato negli Stati Uniti. È stato riferito che Toyoda inizialmente si è opposto alle scelte stilistiche fatte per il nuovo modello, per poi diventarne primo esponente.

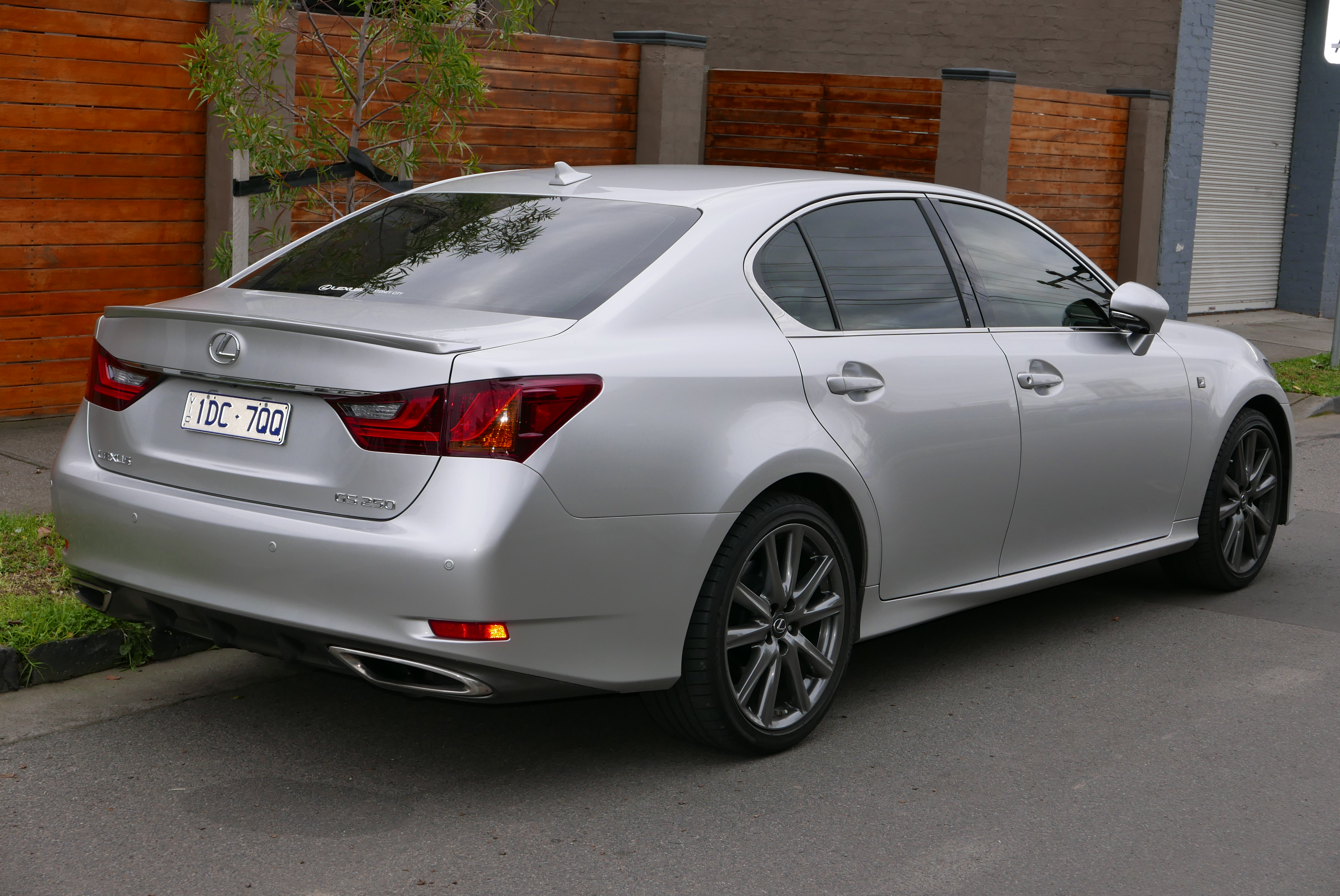
Vista posteriore di una GS pre-restyling del 2013.

Al suo esordio, il modello della quarta generazione è stato mostrato nella forma GS 350 (GRL10) alimentato da un motore V6 collegato a un cambio automatico a sei marce. Sono disponibili tre modalità di guida, che vanno dal risparmio di carburante da Eco a Sport S e da Sport S + che facilitano lo spostamento della trasmissione più sportiva e le regolazioni della velocità del motore, nonché le regolazioni dello smorzatore e dello sterzo. Il telaio è stato ridisegnato e il peso totale è diminuito. Per ridurre la massa la nuova GS utilizza alluminio per tutti i suoi componenti di sospensione. La GS 350 F Sport aggiunge un sistema di sterzo delle ruote posteriori per una migliore gestione dei modelli di trazione posteriore. Nuovi freni da 14 pollici sono standard e le ruote F Sport da 19 pollici, un nuovo paraurti anteriore, uno spoiler posteriore, un volante F Sport, sedili F Sport e un nuovo sistema di sospensioni con ammortizzatori regolabili AVS.
Il modello ibrido GS 300h include un motore a quattro cilindri Atkinson con tecnologia a iniezione diretta D-4S, derivata dalla Lexus IS di terza generazione. Il veicolo è stato svelato nel 2013 allo Shanghai Show Motor. Il veicolo è andato in vendita in Cina, Europa, Asia, Australia e Nuova Zelanda, ma non negli Stati Uniti.
2015-2020

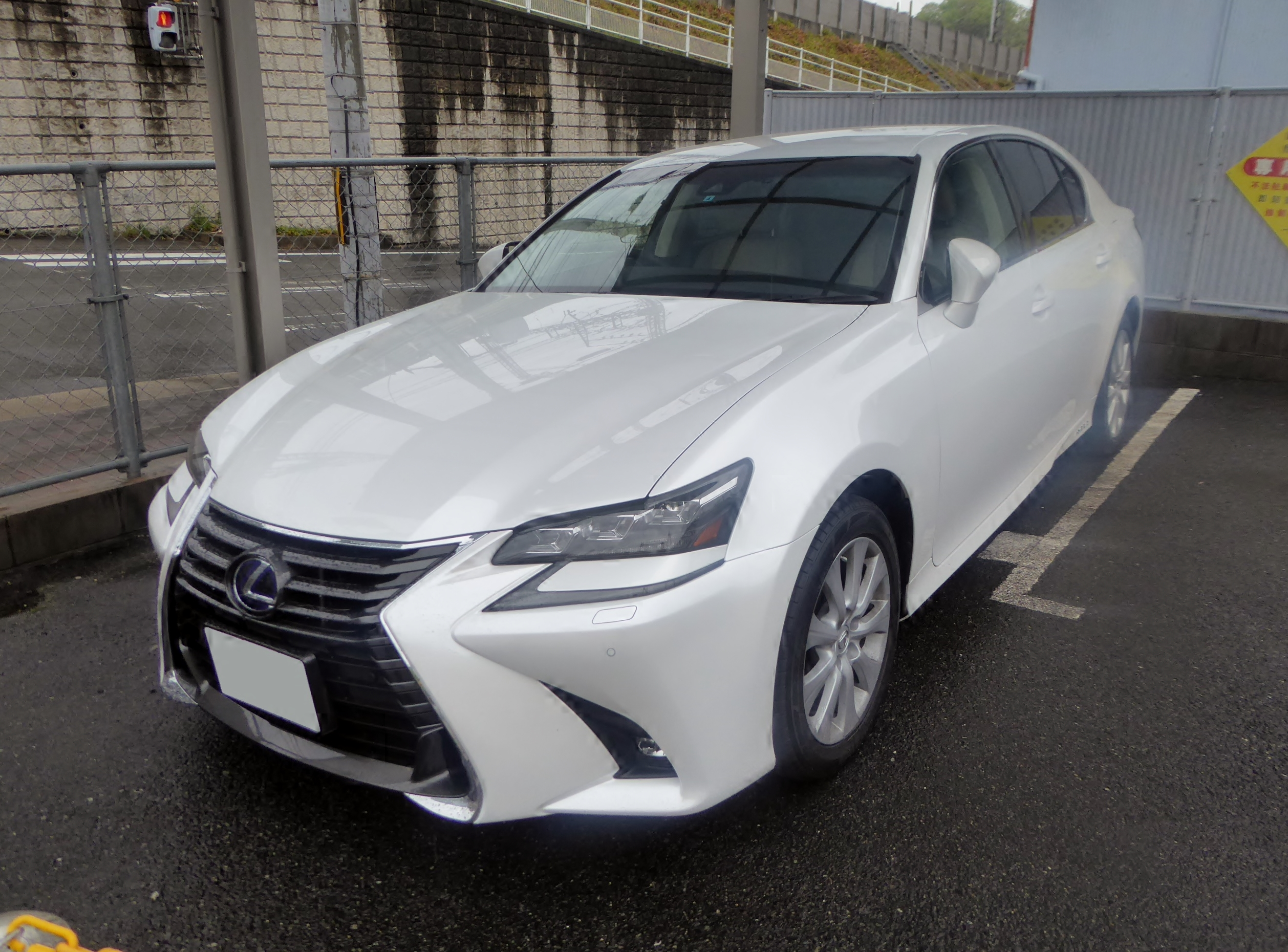
Vista frontale della GS 300h post-restyling del 2015.

L'aggiornamento della GS è stato presentato al Monterey Car Week nell'agosto 2015. Le modifiche includono una variante GS 200t, equipaggiata con un motore a turbocompressore da 2.0 litri 8AR-FTS, che sostituisce la GS 250, e un aggiornamento del V6 da 3.5 litri, ora conforme alla specifica 2GR-FKS, che utilizza il ciclo Atkinson e le funzionalità basate sul precedente motore 2GR-FSE. I cambiamenti aggiuntivi includono gli elementi esterni rivisti (compresi i paraurti anteriori e posteriori, le luci esterne, le ruote e i pannelli rocker), le nuove funzionalità di sicurezza attive e un sistema di infotainment rivisto.
La Lexus, per sostituire la GS, a trazione posteriore, ha deciso di eliminarla dal listino, sostituendola con la nuova ES, a trazione anteriore, ora in vendita in tutto il mondo.